# Charlotte Keeffe
Charlotte Keeffe (* um 1993 in Boston, Lincolnshire) ist eine britische Jazz- und Improvisationsmusikerin (Trompete, Komposition).

## Leben und Wirken
Keeffe, die in Lincolnshire aufwuchs, stammt aus einer musikalisch interessierten Lehrerfamilie. Ihre Großmutter mütterlicherseits führte sie in die Klassische Musik ein, ihre Großeltern väterlicherseits wiederum in den Jazz. Sie erhielt zunächst Klavierunterricht, lernte aber auch Trompete zu spielen. In der Schulzeit spielte sie hauptsächlich klassische Musik in Jugendorchestern. Ein Ausflug mit dem Chor nach London führte zum Kauf von Miles Davis’ Album Bitches Brew, das sie stark beeinflusste.
Keefe studierte zunächst im Jazzstudiengang des Royal Welsh College of Music and Drama, wo sie auch Workshops bei Keith Tippett absolvierte. Auch in ihrem Masterstudium an der Guildhall School of Music and Drama in London zwischen 2014  und 2016 besuchte sie Improvisationskurse.
Keefe spielte dann in so unterschiedlichen Großformationen wie dem London Improvisers Orchestra und der London Gay Big Band (wo sie auch als stellvertretende musikalische Leiterin fungierte); daneben arbeitete sie in kleinen Ensembles. Mit einer aus Frauen bestehenden Bläsergruppe (u. a. mit Rachel Musson und Sarah Gail Brand) trat sie im Londoner Cafe Oto auf. Des Weiteren spielte sie im Duo mit Phil Minton und mit Magnus Broo beim Festival of New Trumpet Music. Aufnahmen entstanden mit Alex Wards Formationen Item 10 und Item 4 (Furthered, 2023), der Impetus Group (um Dick Serries und Colin Webster), dem London Improvisers Orchestra (Brevity Velocity, 2020) und der Mopomoso Workshop Group. Im Laufe ihrer bisherigen Karriere war Keeffe in zahlreichen weiteren Projekten und Bands aktiv, als Leiterin oder Mitarbeiterin, zu denen Andrew Woodheads Formation Pendulums (Album 2021), Calum Gourlays Big Band und ihre Rolle als Musikerin in der Kinderproduktion des Goblin Theatre, The Legend of the Jazz Penguin gehören. Keefe ist weiterhin in Improvisationskreisen wie dem Lonely Impulse Collective aktiv und unterrichtet als Professorin für Improvisierte Musik (Trompete) an der London Performing Academy of Music.
Nach mehreren, z. T. kollaborativen Produktionen, u. a. mit Martin Pyne, Matt Clark, Alan Wilkinson und Martin Archer (See You Soon or See You Sometime), legte Keeffe 2021 unter eigenem Namen auf Martin Archers Label Discus das Album Right Here, Right Now vor, mit Solo-, Duo- und Quartett-Aufnahmen sowie weiteren mit Mitgliedern des London Improvisers Orchestra. Das Album erfuhr positive Resonanz bei der Jazzkritik.
Sie leitet das Charlotte Keeffe Quartet, mit Ashley John Long (Bass), Ben Handysides (Schlagzeug) und Moss Freed (Gitarre), mit dem sie 2022 beim London Jazz Festival gastierte.

## Diskographische Hinweise
- Martin Archer & Charlotte Keeffe: Anthropology Band (2019)
- Martin Archer, Martin Pyne & Charlotte Keeffe: Hi Res Heart (2021)
- MC4: Music in Unusual Spaces (2021), mit Matt Clark, Ozzy Moysey, James Edmunds
- Alan Wilkinson, Charlotte Keefe: Gust Unit (2021)
- MC3; Matt Clark, Charlotte Keeffe & James Edmunds: MC3 Sounds of the City (2022)
- Charlotte Keeffe, Paul Hession, Chris Sharkey: Pait My World (2022)
- Kodian Plus: Disengage (2023), mit Andrew Lisle, Colin Webster, Dick Serries, Martina Verhoeven
- Colin Webster Large Ensemble: First Meeting (2023)
- MC3:  Live at Finch Café (2023), mit Matt Clark, James Edmunds
- Charlotte Keeffe Right Here, Right Now Quartet: ALIVE! in the studio (Discus, 2023), mit Ashley John Long, Ben Handysides, Moss Freed